# Aladár Heppes

Geschwaderkennung 101. Königlich-ungarische Luftverteidigungsjagdgeschwader.

Vitéz Aladár Heppes von Belényes (* 20. November 1904 in Arad, Königreich Ungarn; † 15. August 1988 in Norwalk, Vereinigte Staaten) war Jagdflieger der Königlich Ungarischen Luftstreitkräfte und ab 1944 als Oberstleutnant Kommandeur der Luftverteidigung Ungarns im Zweiten Weltkrieg sowie Geschwaderführer.

## Biografie
Heppes war der zweitgeborene Sohn eines Richters. Sein Vater fiel zu Beginn des Ersten Weltkrieges. Nach dem Besuch der Volksschule kam Heppes auf die Militärunterrealschule nach Nagykanizsa und von da auf die Militäroberschule nach Budapest. Nach seiner Ausbildung an der k.u.k. Militärakademie trat Heppes den geheimen ungarischen Luftstreitkräften bei, da Ungarn gemäß den Bestimmungen des Vertrags von Trianon keine militärischen Luftstreitkräfte besitzen durfte. 1928 absolvierte Heppes seinen ersten Alleinflug. Anschließend diente er als Aufklärungsflieger. 1935 wechselte er als Einsatzoffizier zu einer Jagdstaffel. 1939, mittlerweile im Range eines Hauptmanns, kam er als Adjutant zur I/II. Jagdgruppe. Nach Beginn des Deutsch-Sowjetischen Krieges im Juni 1941, an welchem Ungarn als Verbündeter Deutschlands teilnahm, wurde Heppes Kommandeur dieser Jagdgruppe. Mit veralteten Doppeldeckern vom Typ Fiat CR.42 nahm die Gruppe an Schlachtfliegereinsätzen teil. Ab 1943 erfolgte die Umrüstung auf Flugzeuge vom Typ Messerschmitt Bf 109. Im Frühjahr 1943 war die Umstellung der Heppes unterstellten vier Jagdstaffeln abgeschlossen. Die von ihm genannten Pumas flogen Einsätze im Raum Charkow. Bis Anfang August 1943 errang Heppes auf diesem Flugzeugtyp vier Luftsiege.
Mit dem Vormarsch der Roten Armee ab Spätherbst 1943 konzentrierte sich die Hauptaufgabe der Ungarischen Luftwaffe zunehmend auf die Verteidigung des eigenen Heimatlandes. Um den Mangel an gut ausgebildeten Jagdfliegern auszugleichen, wurde Heppes zum Kommandeur der Fliegerschule in Tapolca ernannt. Dort übernahm er Aufgaben bei der Einsatzausbildung. Im März 1944 wurde Heppes mit der Aufstellung eines neuen Jagdverbandes betraut. Die ungarische Jagdgruppe 101. Puma in Veszprém bestand aus drei Staffeln (12 Maschinen / Staffel + Stabschwarm) und umfasste etwa 40 Jagdflugzeuge vom Typ Bf 109 G-6. Der Personalumfang bestand aus etwa 500 Personen. In der folgenden Zeit flogen Heppes und seine Gruppe vornehmlich Einsätze gegen US-amerikanische Luftverbände. Am 27. Mai 1944 wurde Heppes zum Major befördert. In den beiden Folgemonaten errang er vier weitere Luftsiege. Nachdem Rumänien am 23. August 1944 vor der Sowjetunion kapituliert hatte, wurde Heppes mit der gesamten Luftverteidigung Ungarns betraut und wenig später zum Oberstleutnant befördert. Das inzwischen ihm weiter untstellte, aber umbenannte 101. Königlich-ungarische Luftverteidigungsjagdgeschwader, zog sich bis Frühjahr 1945 in den Raum um Raffelding bei Linz zurück. Einsätze fanden in dieser Zeit bedingt durch Kraftstoffengpässe selten statt. Bei Kriegsende kapitulierte Heppes vor US-amerikanischen Truppen.
Um Repressalien mit den nach dem Krieg in Ungarn an die Macht gekommenen kommunistischen System zu entgehen, emigrierte Heppes in die Vereinigten Staaten. Dort betrieb er an der Nordostküste ein Design-Büro.